# Glypta alameda
Glypta alameda là một loài tò vò trong họ Ichneumonidae.